# Earl av Arran
Earl av Arran är en titel buren av flera i skotsk historia kända personer tillhöriga släkten Hamilton.
Den förste var Thomas Boyd men titeln gick sedan över till James Hamilton, den andre hans son och namne och därefter dennes son James Hamilton. Titeln gick 1581 över till James Stewart (död 1595).